# Hexamethylentetramindinitrat
Hexamethylentetramindinitrat ist ein militärisch ungenutzter Sprengstoff mit Detonationsgeschwindigkeiten von 6500 bis 7000 m·s−1. Bei Hexamethylentetramindinitrat handelt es sich um ein Salz aus zwei Äquivalenten Salpetersäure und einem Äquivalent Hexamethylentetramin. Vom Aufbau her besteht eine gewisse Ähnlichkeit zum hochbrisanten Sprengstoff Hexogen.

## Gewinnung und Darstellung
Die Additionsverbindung entsteht einfach durch die Umsetzung von Hexamethylentetramin mit Salpetersäure mittlerer Konzentration. Bei einem anderen Verfahren wird Paraformaldehyd bei 60–70 °C mit Ammoniak in Wasser umgesetzt. Durch Zusatz von Salpetersäure bei 0 °C zu diesem Gemisch kristallisiert die Zielverbindung aus.

## Eigenschaften
Hexamethylentetramindinitrat bildet farblose Kristalle, die bei 158 °C schmelzen. Die Verbindung ist hygroskopisch und zersetzt sich in Wasser. Mit einer negativen Bildungsenthalpie von −1439 kJ·kg−1 handelt es sich um eine exotherme Verbindung. HDN zählt zu den brisanten und sehr stabilen Sprengstoffen. Wichtige Explosionskennzahlen sind:
- Explosionswärme
  - H2O fl. 2555 kJ·kg−1[1]
  - H2O gasf. 2365 kJ·kg−1[1]
- spezifische Energie 735 kJ·kg−1[1]
- Detonationsgeschwindigkeit: 6500–7000 m·s−1 bei der Maximaldichte
- Bleiblockausbauchung 220 cm3/10g
- Schlagempfindlichkeit 15 N·m[1]
- Reibempfindlichkeit 235 N Stiftbelastung
- Schwadenvolumen 1081 l/kg

## Verwendung
Neben der Verwendung als Sprengstoff dient die Verbindung als Ausgangsstoff für die Herstellung von Hexogen und Oktogen.

## Rechtslage
Umgang, Verkehr, Beförderung und Einfuhr von Hexamethylentetramindinitrat unterliegen dem Sprengstoffgesetz.